# Ringo Starr
Richard Starkey, MBE, bolje poznan kot Ringo Starr, angleški bobnar, pevec in kitarist, * 7. julij 1940, Liverpool, Anglija.
Starr je najbolje poznan po svojem delu v skupini The Beatles; bil je bobnar.